# Melanotus punctolineatus
Melanotus punctolineatus é uma espécie de insetos coleópteros polífagos pertencente à família Elateridae.
A autoridade científica da espécie é Pelerin, tendo sido descrita no ano de 1829.
Trata-se de uma espécie presente no território português.